# Louk Hulsman

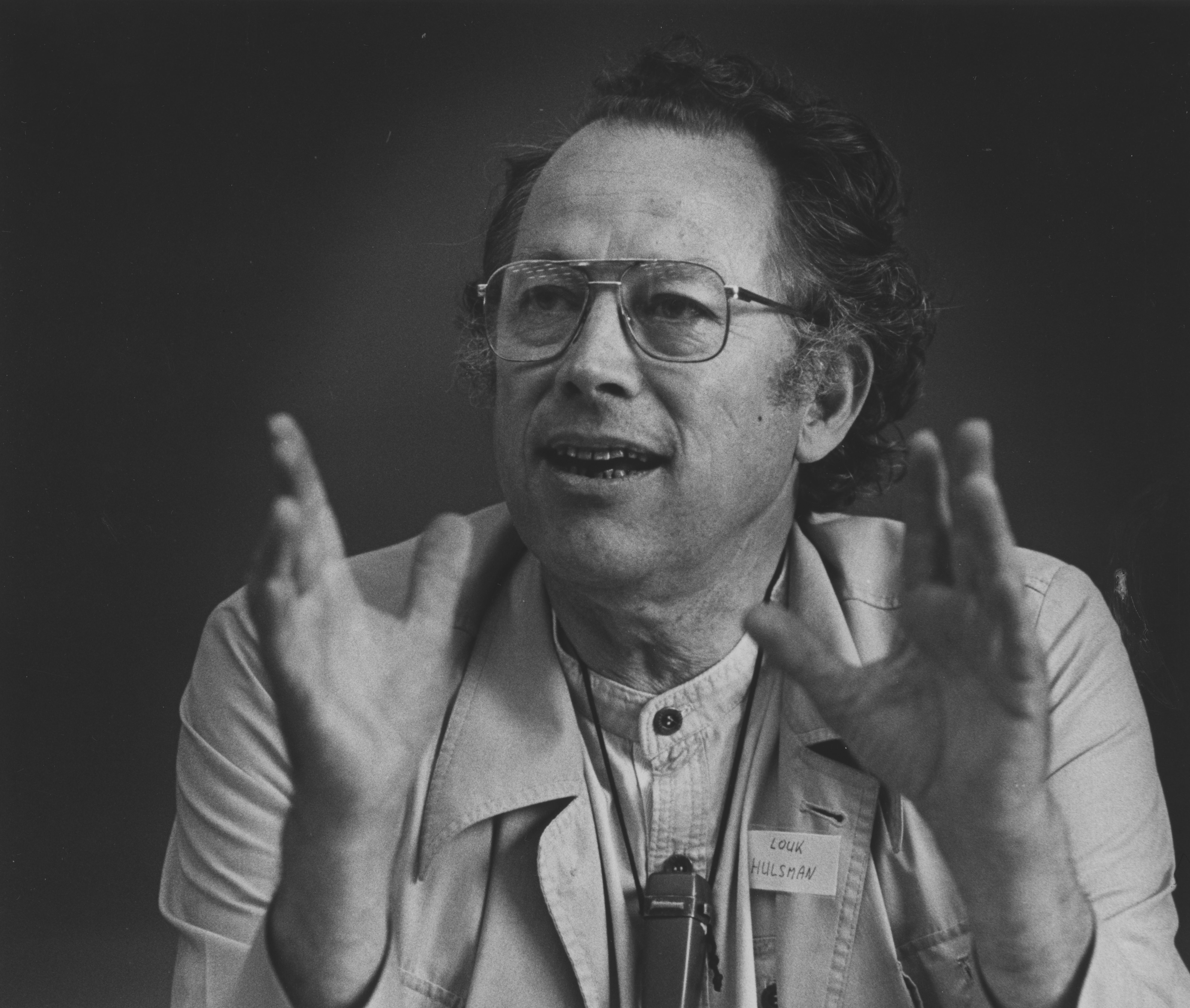
Portret van L. Hulsman, hoogleraar strafrecht aan de Erasmus Universiteit, 1982. (Foto Ben Blumers / Stadsachief R'dam)

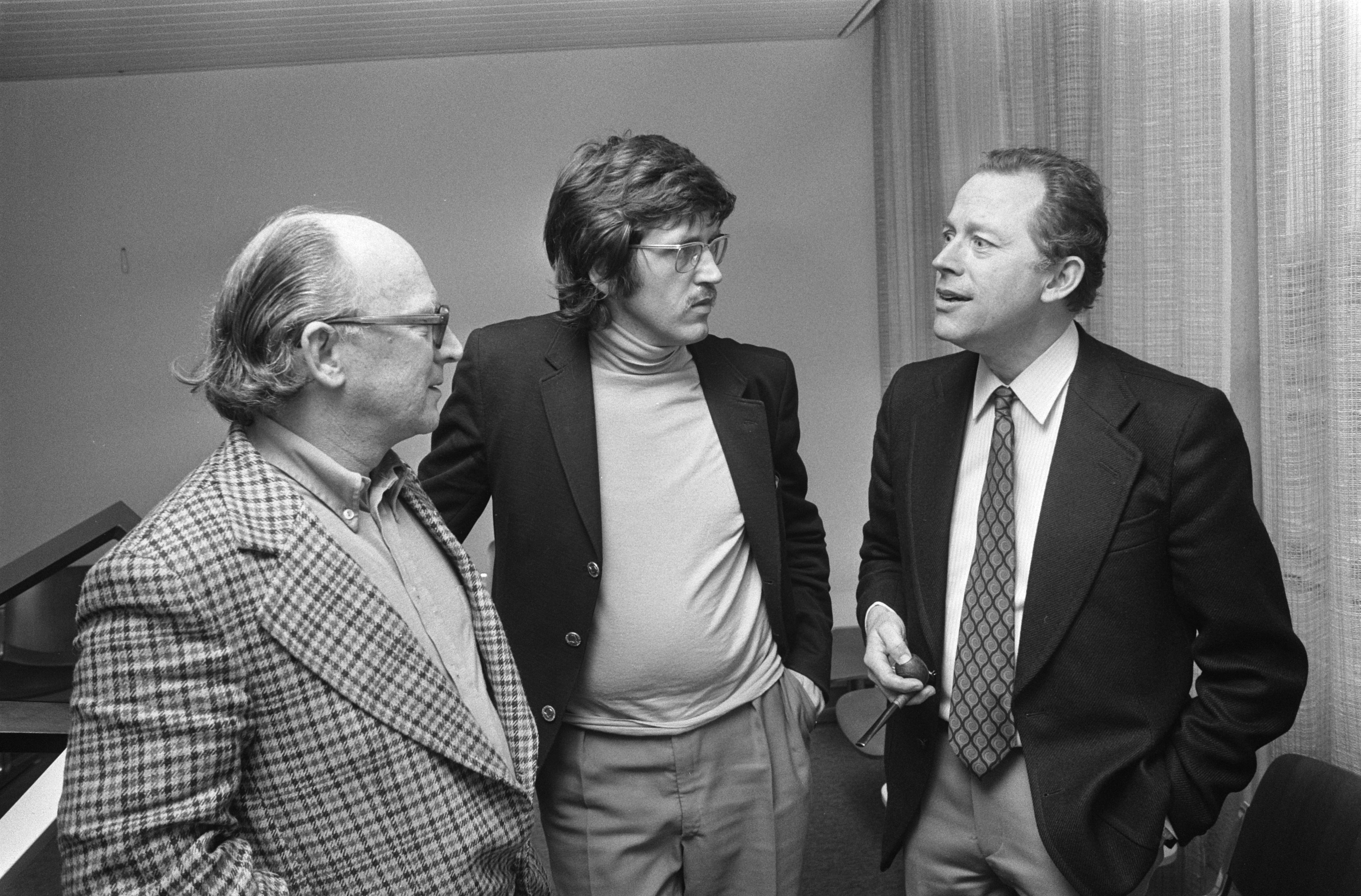
Louk Hulsman (rechts) in gesprek met Bram Peper (midden) en Piet Reckman (links), ten tijde van de Dennendal-affaire

Lodewijk Henri Christiaan (Louk) Hulsman, (Kerkrade, 8 maart 1923 – Dordrecht 28 januari 2009) was hoogleraar strafrecht en criminologie aan de Erasmus Universiteit Rotterdam.

## Loopbaan
Louk Hulsman studeerde Nederlands Recht aan de Rijksuniversiteit Leiden. Hij werkte daar aan het criminologisch instituut bij J.M van Bemmelen. Hij werkte op het Ministerie van Defensie en Justitie en hield zich daar bezig met wetgeving. 
Hij droeg namens Nederland bij aan de oprichting van de Europese Defensie Gemeenschap. Daarna was hij betrokken bij de Raad van Europa, was Raadadviseur en Raadadviseur in buitengewone dienst. Hij was verbonden aan het politiecuratorium, zette zich in voor de ontzuiling van de reclassering, voor verbetering van de rol van advocaten in het strafproces. 
Hij leidde de commissie Hulsman die zich bezighield met het drugsbeleid in Nederland en zich beijverde waar mogelijk het ontstaan van illegale markten te voorkomen door gebruik en handel waar mogelijk te gedogen. Hij heeft zich beijverd voor een betere positie van het slachtoffer in het strafproces en alternatieve manieren om om te gaan met conflictsituaties. 
Bij de Nederlandse Economische Hogeschool (de latere Erasmus Universiteit) werd hij aangetrokken om de juridische faculteit vorm te geven. Hij koos voor een multidisciplinaire onderwijsvorm waarin plaats was voor sociale wetenschappen. Na zijn emeritaat werkte hij buiten Nederland aan kritisch onderwijs over de rol van het strafrecht en bleef betrokken bij het ontwikkelen van positieve vormen van omgaan met een verscheidenheid aan conflicten. Hij was een representant van het abolitionisme en actief in de Coornhert-Liga.
- Bibliothèque nationale de France: cb12613788k (data)
- Catàleg d'autoritats de noms i títols de Catalunya: 981058524293706706
- Gemeinsame Normdatei: 134131002
- International Standard Name Identifier: 0000 0000 7834 5325
- Library of Congress Control Number: n85249204
- Nederlandse Thesaurus van Auteursnamen: 071930337
- RKD-Nederlands Instituut voor Kunstgeschiedenis: 243904
- Système universitaire de documentation: 080180280
- Virtual International Authority File: 22261891
- WorldCat: E39PBJbxyh7tFvcWFrkgv3hvHC